# Concurso de matança de cem homens

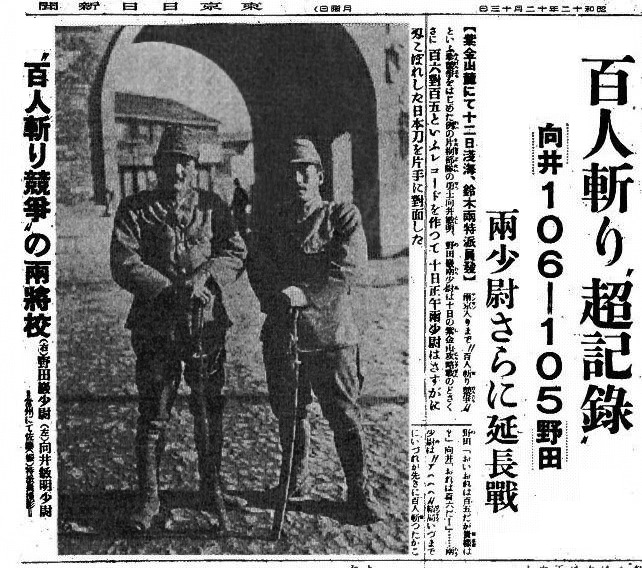
Cobertura jornalística do Tokyo Nichi Nichi Shimbun sobre oconcurso em 13 de dezembro de 1937. Mukai (esquerda) e Noda (direita). O título em negrito diz: Recorde incrível' [na competição para] decapitar 100 pessoas — Mukai 106 – 105 Noda — ambos os segundos-tenentes vão para a prorrogação".

O Concurso de matança de cem homens (百人斬り競争, hyakunin-giri kyōsō)  foi um relato de jornal sobre uma disputa entre Toshiaki Mukai (3 de junho de 1912 – 28 de janeiro de 1948) e Tsuyoshi Noda (1912 – 28 de janeiro de 1948), dois oficiais do exército japonês que serviram durante a invasão japonesa da China, sobre quem conseguiria matar 100 pessoas mais rápido usando uma espada. Os dois oficiais foram posteriormente executados sob acusações de crimes de guerra e crimes contra a humanidade pelo seu envolvimento.
As notícias foram redescobertas na década de 1970, e geraram uma controvérsia ainda maior sobre os crimes de guerra cometidos pelo Império do Japão na China, particularmente o Massacre de Nanquim. O consenso histórico moderno é que as histórias não ocorreram como foram descritas. Os relatos originais impressos no jornal descreveram os assassinatos como combate corpo a corpo; no entanto, os historiadores sugeriram que eles provavelmente faziam parte dos assassinatos em massa de prisioneiros de guerra chineses cometidos por japoneses.

## Relatos de guerra
Em 1937, o Osaka Mainichi Shimbun e seu jornal irmão, o Tokyo Nichi Nichi Shimbun, cobriram uma disputa entre dois oficiais japoneses, Toshiaki Mukai (向井 敏明) e Tsuyoshi Noda (野田 毅), na qual os dois homens foram descritos competindo entre si para ver quem seria o primeiro a matar 100 pessoas com uma espada. A competição supostamente ocorreu a caminho de Nanquim, antes do infame Massacre de Nanquim, e foi abordada em quatro artigos de 30 de novembro de 1937 a 13 de dezembro de 1937; os dois últimos foram traduzidos no Japan Advertiser.
Ambos os oficiais supostamente superaram suas metas durante o calor da batalha, tornando difícil determinar qual oficial realmente venceu a disputa. Portanto, de acordo com os jornalistas Asami Kazuo e Suzuki Jiro, escrevendo no Tokyo Nichi-Nichi Shimbun de 13 de dezembro, eles decidiram começar outra competição com a meta de 150 mortes. A manchete de Nichi Nichi da história de 13 de dezembro dizia "'Recorde incrível' [no concurso para] decapitar 100 pessoas - Mukai 106 - 105 Noda - ambos os 2º tenentes vão para a prorrogação".

Outros soldados e historiadores notaram a improbabilidade do alegado heroísmo dos tenentes, que implicava matar inimigo após inimigo em ferozes combates corpo a corpo. O próprio Noda, ao retornar à sua cidade natal, admitiu isso durante um discurso:
Eu matei apenas quatro ou cinco com a espada em combate real. Depois de capturarmos uma trincheira inimiga, dizíamos a eles, 'Ni Lai Lai'[em chinês:  你来来 pode ser traduzido como “você, venha, venha”]. Os soldados chineses eram estúpidos o suficiente para sair da trincheira em nossa direção um após o outro. Nós os alinhávamos e os cortávamos de uma ponta a outra.

## Julgamento e execução
Após a guerra, um registro escrito da competição foi incluído nos documentos do Tribunal Militar Internacional para o Extremo Oriente . Em 1947, os dois soldados foram presos pelo Exército dos EUA e detidos na Prisão de Sugamo. Eles foram então extraditados para a China e julgados pelo Tribunal de Crimes de Guerra de Nanquim. Junto com os dois homens, foi julgado Gunkichi Tanaka, um capitão do exército japonês que matou pessoalmente mais de 300 prisioneiros de guerra e civis chineses com sua espada durante o massacre. Todos os três homens foram considerados culpados pelas atrocidades cometidas durante a Batalha de Nanquim e o massacre subsequente, e sentenciados à morte. Em 28 de janeiro de 1948, os três foram executados a tiros em um local selecionado nas montanhas do distrito de Yuhuatai. Mukai e Noda tinham ambos 35 anos; Tanaka tinha 42.

## Avaliação moderna
No Japão, o concurso entre os homens foi perdida na obscuridade da história até 1967, quando o professor de história na Universidade de Waseda Tomio Hora publicou um documento de 118 páginas referente aos eventos de Nanquim. A história não foi relatada pela imprensa japonesa até 1971, até o jornalista japonês Katsuichi Honda troazer a competição à atenção do público com uma série de artigos escritos para o Asahi Shimbun, que se concentraram em entrevistas com sobreviventes chineses da ocupação e massacres da Segunda Guerra Mundial.

Em um trabalho posterior, Katsuichi Honda colocou o relato da competição de matança no contexto de seu efeito sobre as forças imperiais japonesas na China. Em um caso, Honda observa a descrição autobiográfica do veterano japonês Shintaro Uno sobre o efeito em sua espada após decapitar consecutivamente nove prisioneiros. Uno compara suas experiências com as dos dois tenentes da competição de matança. Embora acreditasse nas histórias inspiradoras de combate corpo a corpo na sua juventude, depois da sua própria experiência na guerra, passou a acreditar que os assassinatos eram mais provavelmente execuções brutais. Uno acrescenta,
Não importa o que você diga, é tolice discutir se aconteceu desta ou daquela maneira quando a situação é clara. Havia centenas de milhares de soldados como Mukai e Noda, incluindo eu, durante aqueles cinquenta anos de guerra entre Japão e China. De qualquer forma, não foi nada mais do que uma ocorrência comum durante a chamada Perturbação Chinesa.
O Memorial do Massacre de Nanquim, na China, inclui uma exposição sobre o concurso entre suas muitas exibições. Um artigo do Japan Times sugeriu que a sua presença permite aos revisionistas “semeiam sementes de dúvida” sobre a exactidão de toda a coleção.

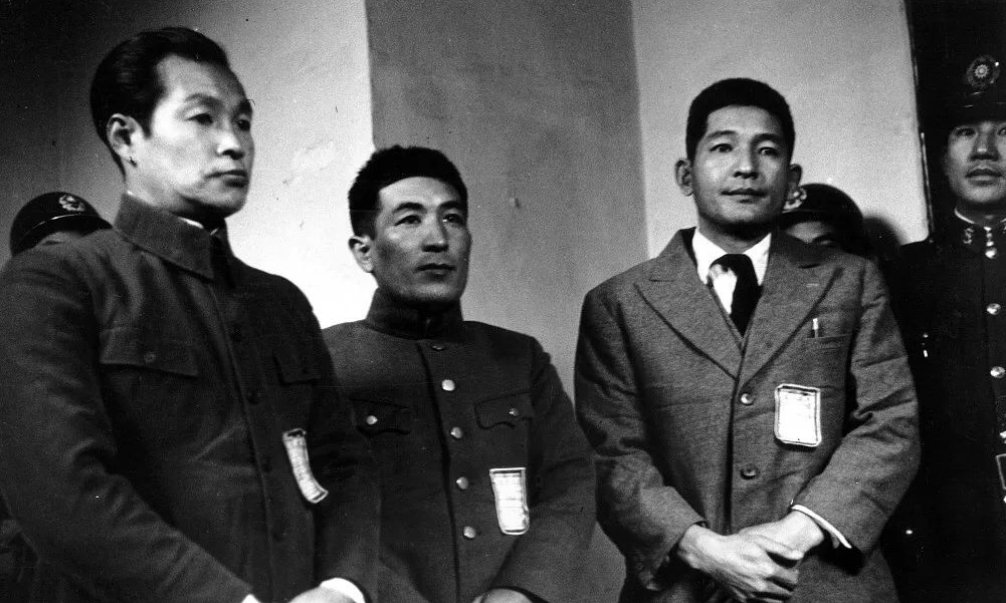
Noda, no centro, e Mukai, à direita, durante seu julgamento por crimes de guerra na China. Gunkichi Tanaka está à esquerda.

Em abril de 2003, as famílias de Mukai e Noda entraram com uma ação contra Katsuichi Honda, Kashiwa Shobō, o jornal Asahi Shimbun e o jornal Mainichi Shimbun por difamação, solicitando ¥ 36 000 000 em indenizações e a remoção das publicações de Honda devido à "inveracidade".
Em 23 de agosto de 2005, o juiz do Tribunal Distrital de Tóquio, Akio Doi, decidiu contra os demandantes. O tribunal argumentou que, ambos os soldados já estavam mortos, de forma que as discussões sobre seus comportamentos durante a guerra não infringem seus "direitos de honra e privacidade"..O juiz observou que “o conteúdo do artigo de notícias é ... extremamente questionável", mas que discussões de segunda mão sobre a notícia não constituem calúnia; em vez disso, tornou-se parte de uma discussão histórica em que "a avaliação como um fato histórico ainda está em situação indeterminada". Algumas evidências de assassinato de prisioneiros de guerra chineses (não combate corpo a corpo) foram mostradas pelos réus, e o tribunal apoiou a possibilidade de que os "concorrentes" mataram prisioneiros de guerra com espadas, o que, em sua opinião, sugeriria que a história não é "completamente falsa em uma parte importante". Em Dezembro de 2006, o Supremo Tribunal do Japão confirmou a decisão do Tribunal Distrital de Tóquio. 